# Ayanami (cacciatorpediniere 1929)
L'Ayanami (綾波? lett. "Onda a spiga"), sino al 1º agosto 1928 denominato 45-Gō kuchikukan (第45駆逐艦? lett. "cacciatorpediniere Numero 45"), è stato un cacciatorpediniere della Marina imperiale giapponese, dodicesima unità appartenente alla classe Fubuki. Fu varato nell'ottobre 1929 dal cantiere di Fujinagata.
Appartenente alla 19ª Divisione, all'inizio del conflitto nel Pacifico operò in seno alla 2ª Flotta di scorta a vari convogli e poi alla 7ª Divisione incrociatori. Seguì poi la forza distaccata del viceammiraglio Jisaburō Ozawa nell'invasione delle isole Andamane a fine marzo. A metà aprile riprese la rotta per il Giappone e a Kure fu revisionato; con la divisione fu presente alla decisiva battaglia delle Midway (4-6 giugno) senza però prendervi effettivamente parte. Trasferito alla 2ª Flotta, fu inviato in Birmania per condurre azioni di scorreria nell'Oceano Indiano ma nella prima decade di agosto fu richiamato nel Pacifico sud-occidentale, dove gli statunitensi erano sbarcati su Guadalcanal. Fu impegnato in numerose missioni di trasporto truppe e, in novembre, partecipò alla seconda fase della battaglia navale di Guadalcanal (14-15 novembre): durante il combattimento notturno, inviato isolatamente lungo la costa occidentale dell'Isola di Savo, fu localizzato dal radar della nave da battaglia USS Washington e ripetutamente colpito da granate da 127 mm. Rimasto senza energia e alla deriva, fu affondato dal gemello Uranami dopo che l'equipaggio era stato tratto in salvo.

## Servizio operativo

### Costruzione
Il cacciatorpediniere Ayanami fu ordinato nell'anno fiscale edito dal governo giapponese nel 1927, inizialmente con la denominazione "cacciatorpediniere No. 45" (45-Gō kuchikukan in lingua giapponese). La sua chiglia fu impostata nel cantiere navale di Fujinagata il 20 gennaio 1928 e il varo avvenne il 5 ottobre 1929; fu completato il 30 aprile 1930. Intanto, sin dal 1º agosto 1928, aveva assunto il suo nome definitivo, avendo la Marina imperiale abbandonato alla data il sistema di nomenclatura del naviglio leggero con soli numeri. La nave formò con l'Isonami, lo Shikinami e l'Uranami la 19ª Divisione, dipendente dalla 3ª Squadriglia della 1ª Flotta.

### 1941-1942
Tra 1940 e 1941 il comando del cacciatorpediniere fu assunto dal capitano di fregata Eiji Sakuma. Il 20 novembre 1941 lo Ayanami seguì la divisione d'appartenenza e l'intera 3ª Squadriglia da Kure a Samah sull'isola di Hainan, raggiunta il 26. Dal 4 dicembre fu coinvolto quindi nelle operazioni anfibie della 2ª Flotta del viceammiraglio Nobutake Kondō attorno alla Malaysia, attività che lo portarono a toccare la baia di Cam Ranh e la base militare di Mako nelle Pescadores. Il 19 dicembre, nel corso dei viaggi di scorta ai convogli d'invasione, collaborò con l'Uranami nell'affondamento del sommergibile olandese O-20. A partire dalla metà del gennaio 1942 fu incaricato della difesa degli incrociatori pesanti della 7ª Divisione (Mogami, Mikuma, Suzuya, Kumano), che costituirono il fulcro della scorta a distanza dei reparti che sbarcarono sulle isole Anambas, a Bangka e a Palembang. Il 17 febbraio, vicino alle prime, urtò a bassa velocità alcune scogliere mal segnalate e quindi fu dirottato alla baia di Cam Rahn per ricevere le opportune riparazioni: raggiunta la destinazione il 20, fu costretto a ripartire il giorno seguente per accorrere in aiuto dell'incrociatore pesante Chokai, rimasto vittima di un incidente simile al largo del promontorio meridionale dell'Indocina. Il 27 febbraio le due navi si fermarono nella baia e furono rimesse in piena efficienza. Il 12 marzo l'Ayanami salpò aggregato alla forza anfibia incaricata di sbarcare nella porzione settentrionale di Sumatra, operazione completata con facilità; subito dopo fu unito a un gruppo navale guidato dal viceammiraglio Jisaburō Ozawa, sottoposto di Kondō, che il 23 marzo occupò senza opposizione le isole Andamane: per circa tre settimane l'Ayanami condusse dunque pattugliamenti e servizio di scorta da Port Blair. Spostatosi dunque a Singapore al seguito delle ingenti forze che avevano appena condotto una riuscita incursione nell'Oceano Indiano, lo Ayanami salpò il 13 aprile, sostò poi alla baia di Cam Ranh e infine il 22 si fermò a Kure, dove fu subito ormeggiato per una revisione generale. La 19ª Divisione scortò dunque il grosso della 1ª Flotta, guidata dall'ammiraglio Isoroku Yamamoto comandante anche la Flotta Combinata, nel corso della battaglia delle Midway (4-6 giugno), ma essa rimase troppo distante dalla 1ª Flotta aerea del viceammiraglio Chūichi Nagumo e non ebbe parte alcuna nel combattimento.
Rientrato in Giappone, l'Ayanami lasciò il 30 giugno Kure di scorta a un convoglio carico di truppe che si fermò alle isole Amami Ōshima il 2 luglio: per due settimane condusse in loco ricognizioni anti-sommergibile, quindi il 17 ebbe ordine di raggiungere Mergui in Birmania, allo scopo di ripetere l'operazione di aprile; passando per Mako, Singapore e Sabang, giunse a destinazione il 31 luglio. Tuttavia l'8 agosto, in risposta all'improvviso sbarco statunitense su Guadalcanal, la missione fu annullata e l'Ayanami fece rotta verso la grande base aeronavale di Truk: vi si fermò il 21 agosto dopo una tappa a Balikpapan e subito riprese il mare di scorta a un gruppo di rifornimento per la 2ª Flotta (cui la 19ª Divisione era stata riassegnata) e la 3ª Flotta, che il 23-25 agosto ingaggiarono un'infruttuosa battaglia aeronavale contro la Task force 61. Nella prima metà di settembre seguì le due formazioni, direttesi a sud per tentare un secondo aggancio delle forze nemiche; riguadagnata la base, l'Ayanami fu assegnato alla difesa della petroliera Toho Maru che il 24 settembre si fermò alle isole Shortland, base avanzata per le operazioni nipponiche su Guadalcanal. Il 29 settembre partì con una chiatta al traino per recare materiali all'Isola di Rendova, ma dovette rientrare a causa del tempo pessimo; la missione fu completata con successo il 1º ottobre. L'Ayanami fu quindi intensamente impegnato nelle azioni del cosiddetto Tokyo Express: trasportò nuclei di fanteria sull'isola il 4, 7, 11, 17 e 19 ottobre. La settimana successiva, ormeggiato alle Shortland, ricevette un preavviso di mantenersi pronto a intervenire nella battaglia delle isole Santa Cruz, poi annullato. Il 2 e il 5 novembre portò nuovamente a termine due trasporti truppe, quindi dal 6 fu in navigazione di scorta all'incrociatore leggero Sendai (ammiraglia della 3ª Squadriglia), che si fermò a Truk il 9.

### L'affondamento

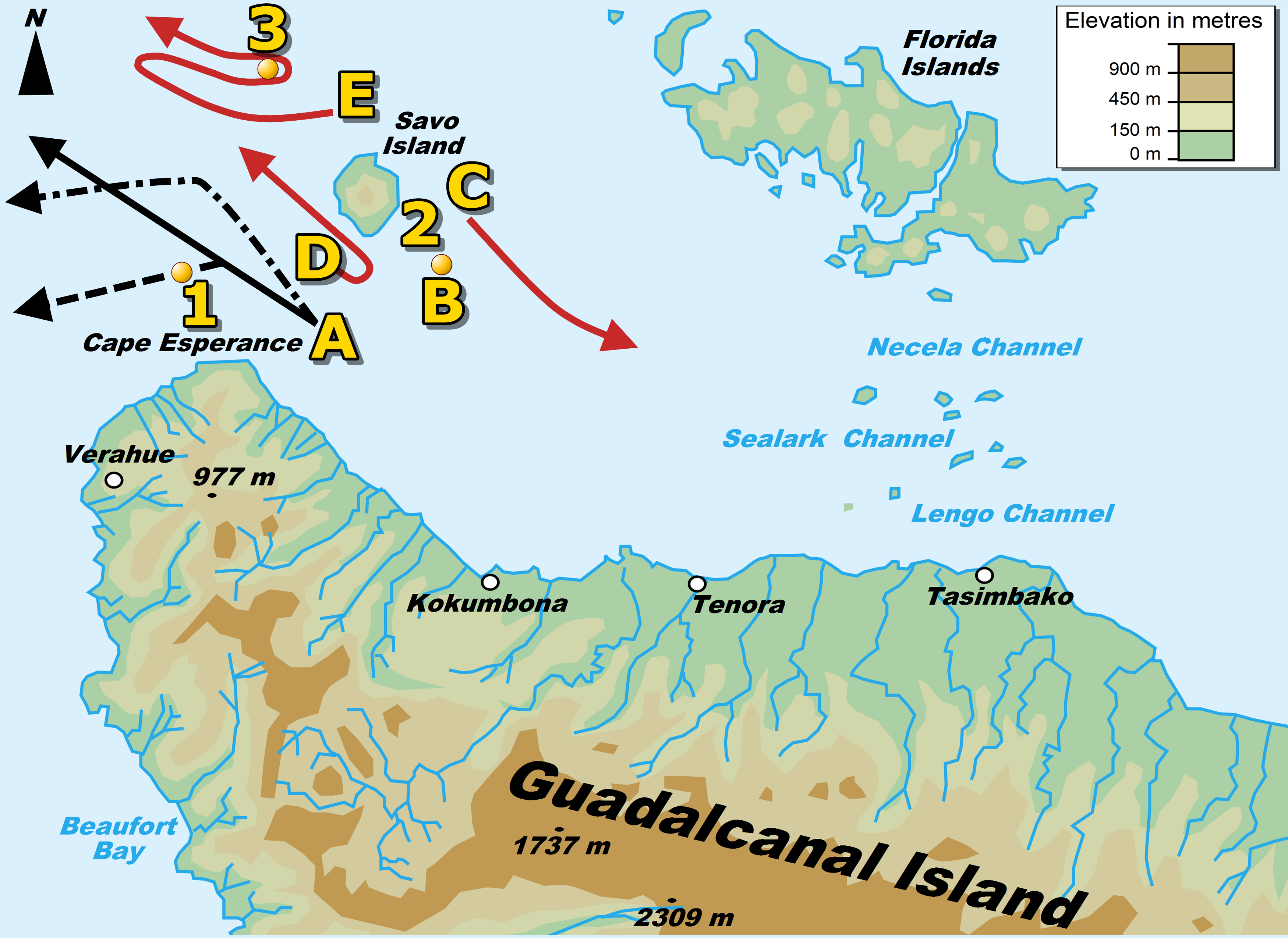
La battaglia notturna del 14-15 novembre 1942: il punto "B" indica il luogo dove lAyanami colò a picco. I punti numerati in giallo rappresentano le navi in affondamento.

A inizio novembre, intanto, gli alti comandi nipponici avevano organizzato una vasta operazione navale al fine di riconquistare l'aeroporto di Punta Lunga: l'intera 2ª Flotta del viceammiraglio Kondō doveva bombardare nella notte del 12-13 novembre le piste con le navi da battaglia veloci Hiei e Kirishima, in modo da consentire un sicuro sbarco di rinforzi da parte di un convoglio navale di undici trasporti. Kondō distaccò le due unità con scorta di undici cacciatorpediniere al comando del viceammiraglio Hiroaki Abe, che tuttavia cozzò contro una formazione statunitense, non fu capace di cannoneggiare l'aeroporto e perse la Hiei e due cacciatorpediniere. Durante il 13 e il 14 novembre il viceammiraglio Kondō, perciò, riorganizzò la flotta e nel pomeriggio accompagnò la Kirishima verso l'obiettivo con la propria 4ª Divisione incrociatori (Atago, Takao); tra le altre unità aggregate la 3ª Squadriglia cacciatorpediniere, forte del Sendai e della 19ª Divisione cacciatorpediniere al completo. I giapponesi arrivarono di notte da nord-ovest nelle acque di Guadalcanal e Kondō mandò in avanscoperta la 3ª Squadriglia; il comandante, contrammiraglio Shintarō Hashimoto, iniziò a costeggiare l'Isola di Savo con il Sendai, lo Shikinami e l'Uranami in senso orario, inviando l'Ayanami a contornarla invece da ovest. Alle 23:00 l'Ayanami, seguito dalle altre unità, avvisò della presenza di forze nemiche; si trattava di una formazione creata in fretta dal viceammiraglio William Halsey, comandata dal contrammiraglio Willis Lee e composta dalle corazzate USS Washington, USS South Dakota e quattro cacciatorpediniere in avanguardia.
I cacciatorpediniere nipponici prevalsero rapidamente sugli omologhi statunitensi, distrutti o messi fuori uso; la Washington virò dunque allo scopo di evitare i relitti e rilevò con i radar l'Ayanami. L'unità, che navigava verso est, fu inquadrata dalle salve dei pezzi da 127 mm e varie granate caddero a bordo: si originò un violento incendio, aggravato da altri colpi provenienti dalla South Dakota. L'Ayanami puntò i propri cannoni e sparò alcune bordate, ma non centrò alcun bersaglio e presto, demolito dal tiro americano, rimase immobile in acqua incapace di manovrare l'armamento. Il gemello Uranami, una volta concluso lo scontro dopo le 00:30, si avvicinò e prelevò i 196 membri dell'equipaggio ancora in vita (ventisette erano state le vittime) e lanciò due siluri all'Ayanami, che si spezzò in due e colò a picco alle 02:00 circa non lontano da Savo (9°10′S 159°52′E). Una fonte indica invece che circa 30 tra marinai e ufficiali, compreso il comandante Sakuma, abbiano raggiunto su un paio di scialuppe la costa di Guadalcanal e siano stati recuperati in seguito.
Il 15 dicembre 1942 l'Ayanami fu depennato dai ruoli del naviglio in servizio attivo.

## Nella cultura di massa
Il relitto dell'Ayanami è stato ritrovato da Robert Ballard nel luglio 1992, a sud-est di Savo. Giace sulla chiglia, con la prua squarciata e inclinata, mentre il resto dello scafo appare in condizioni buone; le torri d'artiglieria e i complessi lanciasiluri presentano evidenti danni.
La nave ha dato il nome a Rei Ayanami, personaggio femminile della serie Neon Genesis Evangelion.